# 双色真藓
双色真藓（学名：Bryum bicolor）为真藓科真藓属下的一个种。种名 bicolor 意为“二色的”。